# Municipio de Sandy Mush
El municipio de Sandy Mush (en inglés: Sandy Mush Township) es un municipio ubicado en el  condado de Buncombe en el estado estadounidense de Carolina del Norte. En el año 2010 tenía una población de 1.407 habitantes.

## Geografía
El municipio de Sandy Mush se encuentra ubicado en las coordenadas 35°40′31.38″N 82°47′21.49″O / 35.6753833, -82.7893028.